# Gunnar Ekström (skådespelare)
Karl Gunnar Ekström, född 2 januari 1913 i Arvika, död 24 oktober 1996 i Malmö, var en svensk skådespelare och teaterregissör.
Han gifte sig 1940 med skådespelaren Margareta Bergfelt. Makarna är begravda på Norra kyrkogården i Lund.

## Filmografi
- 1941 – Hem från Babylon
- 1945 – Brott och straff
- 1958 – Fröken April
- 1964 – Mollusken
- 1965 – Fröknarna i parken
- 1969 – Konfrontation
- 1974 – Karl XII
- 1979 – Kejsaren
- 1980 – Flygnivå 450

## Teater

### Roller (ej komplett)
| År   | Roll                    | Produktion                                                  | Regi                                             | Teater                   |
| ---- | ----------------------- | ----------------------------------------------------------- | ------------------------------------------------ | ------------------------ |
| 1941 | Docenten                | Det evigt manliga James Thurber och Elliott Nugent          | Stig Torsslow                                    | Vasateatern              |
| 1946 | Baron Sinclair          | Av hjärtans lust Karl Ragnar Gierow                         | Lars-Levi Læstadius                              | Helsingborgs stadsteater |
| 1946 | Tidens unge son         | Eklöv och lavendel Seán O'Casey                             | Lars-Levi Læstadius                              | Helsingborgs stadsteater |
| 1946 | Spelledaren             | Den ljusnande tid Alf Henrikson                             | Lars-Levi Læstadius                              | Helsingborgs stadsteater |
| 1947 | Lucio, en slarver       | Lika för lika William Shakespeare                           | Lars-Levi Læstadius                              | Helsingborgs stadsteater |
| 1947 | Adolf                   | Fordringsägare August Strindberg                            | Elsa Widborg                                     | Helsingborgs stadsteater |
| 1947 | Gottfred Buck           | Kranes konditori Cora Sandel                                | Lars-Levi Læstadius                              | Helsingborgs stadsteater |
| 1947 | Lucien                  | Romeo och Jeanette Jean Anouilh                             | Lars-Levi Læstadius                              | Helsingborgs stadsteater |
| 1947 | Michael                 | Höst Bengt Blomgren                                         | Lars-Levi Læstadius                              | Helsingborgs stadsteater |
| 1947 | Medverkande             | Fängslande men flyktigt, revy                               | Gunnar Ekström Sture Ericson Lars-Levi Læstadius | Helsingborgs stadsteater |
| 1948 | Vistrup                 | Efteråt Carl Erik Soya                                      | Lars-Levi Læstadius                              | Helsingborgs stadsteater |
| 1948 | Pjotr Bobtjinskij       | Revisorn Nikolaj Gogol                                      | Lars-Levi Læstadius                              | Helsingborgs stadsteater |
| 1948 | Hoederer                | All världens rikedom Jean-Paul Sartre                       | Lars-Levi Læstadius                              | Helsingborgs stadsteater |
| 1948 | Medverkande             | Titt in på Tittut, revy Rune Moberg och Tylle Herlin        | Lars-Levi Læstadius                              | Helsingborgs stadsteater |
| 1949 | Cléante                 | Tartuffe Molière                                            | Lars-Levi Læstadius                              | Helsingborgs stadsteater |
| 1949 | Alan Howard             | Diana går på jakt Terence Rattigan                          | Gunnar Ekström                                   | Helsingborgs stadsteater |
| 1951 | Farbror Emile/Marussier | Boboll André Roussin                                        | Per-Axel Branner                                 | Riksteatern              |
| 1953 | George Hand             | Drömflickan Elmer Rice                                      | Johan Falck                                      | Helsingborgs stadsteater |
| 1953 | Baron Tito Belcredi     | Henrik IV Luigi Pirandello                                  | Johan Falck                                      | Helsingborgs stadsteater |
| 1953 | M. Delachaume           | Rendez-vous med lyckan Jean Anouilh                         | Johan Falck                                      | Helsingborgs stadsteater |
| 1953 | Byron Winkler           | Hustruleken Louis Verneuil                                  | Gösta Cederlund                                  | Helsingborgs stadsteater |
| 1954 | Alonso                  | Stormen William Shakespeare                                 | Johan Falck                                      | Helsingborgs stadsteater |
| 1954 | Sir Claude Mulhammer    | Privatsekreteraren T.S. Eliot                               | Åke Engfeldt                                     | Helsingborgs stadsteater |
| 1954 |                         | Guds gröna ängar Marc Connelly                              | Johan Falck                                      | Helsingborgs stadsteater |
| 1954 | Herbert Lee             | The och sympati Robert Anderson                             | Gunnar Ekström                                   | Helsingborgs stadsteater |
| 1954 | John                    | Skådespelaren Rudolf Värnlund                               | Johan Falck                                      | Helsingborgs stadsteater |
| 1954 | Pappa                   | Oh, mein Papa! Paul Burkhard, Jürg Amstein, Robert Gilbert  | Åke Engfeldt                                     | Helsingborgs stadsteater |
| 1955 | Johan Holm              | Kristina August Strindberg                                  | Johan Falck                                      | Helsingborgs stadsteater |
| 1955 | Dr. Gibbs               | Vår lilla stad Thornton Wilder                              | Erik Berglund                                    | Helsingborgs stadsteater |
| 1955 | T. John Blessington     | Dollargrinet George S. Kaufman och Howard Teichmann         | Johan Falck                                      | Helsingborgs stadsteater |
| 1955 | Joseph Fouché           | Madame Sans-Gêne Victorien Sardou och Émile Moreau          | Johan Falck                                      | Helsingborgs stadsteater |
| 1955 | Frans Josef             | Mayerlingdramat Maxwell Anderson                            | Johan Falck                                      | Helsingborgs stadsteater |
| 1955 | Kyrkoherde Chasuble     | Mister Ernest Oscar Wilde                                   | Leo Golowin                                      | Helsingborgs stadsteater |
| 1955 | Oshira                  | Thehuset Augustimånen John Patrick                          | Stig Olin                                        | Helsingborgs stadsteater |
| 1956 | Georges Duval           | Kameliadamen Alexandre Dumas den yngre                      | Johan Falck                                      | Helsingborgs stadsteater |
| 1956 | Hertig de Maulevrier    | Gröna fracken Gaston Arman de Caillavet och Robert de Flers | Johan Falck                                      | Helsingborgs stadsteater |
| 1956 |                         | Drottningen och rebellerna Ugo Betti                        | Leo Golowin                                      | Helsingborgs stadsteater |
| 1957 | Sir Francis Chesney     | Charleys tant Brandon Thomas                                | Leo Golowin                                      | Helsingborgs stadsteater |
| 1957 | Harry Lilja             | Ett brott Sigfrid Siwertz                                   | Johan Falck                                      | Helsingborgs stadsteater |
| 1957 | Pater Clement           | Markisinnan Noël Coward                                     | Gunnar Ekström                                   | Helsingborgs stadsteater |
| 1957 | Henry Hailsham-Brown    | Spindelnätet Agatha Christie                                | Eva Sköld                                        | Helsingborgs stadsteater |
| 1957 |                         | Den fantastiske herr Pennypacker Liam O'Brien               | Mats Johansson                                   | Folkteatern, Göteborg    |
| 1959 |                         | Kapten Kid Tore Zetterholm                                  | Mats Johansson                                   | Folkteatern, Göteborg    |
| 1959 |                         | Romans på slottet Staffan Tjerneld och Kai Normann Andersen | Jackie Söderman                                  | Folkteatern, Göteborg    |
| 1962 |                         | Farmor och vår Herre Hjalmar Bergman                        | Yngve Nordwall                                   | Malmö stadsteater        |
| 1965 |                         | Kvartetten som sprängdes Birger Sjöberg                     | Josef Halfen                                     | Malmö stadsteater        |
| 1965 |                         | Fallet Oppenheimer Heinar Kipphardt                         | Eva Sköld                                        | Malmö stadsteater        |
| 1965 |                         | Djävulens följe (The Devils) John Whiting                   | Lennart Olsson                                   | Malmö stadsteater        |
| 1968 |                         | Mutter Courage och hennes barn Bertolt Brecht               | Jan Lewin                                        | Malmö stadsteater        |
| 1973 |                         | Leva loppan Georges Feydeau                                 | Andris Blekte                                    | Malmö stadsteater        |
| 1978 |                         | Harvey Mary Chase                                           | Anders Bäckström                                 | Malmö stadsteater        |
| 1979 |                         | Det är väl mitt liv? (Whose Life Is It Anyway?) Brian Clark | Torsten Sjöholm                                  | Malmö stadsteater        |
| 1983 |                         | Oväder August Strindberg                                    | Josef Halfen                                     | Malmö stadsteater        |
| 1987 |                         | Främlingarna Joakim Groth                                   | Barbro Larsson                                   | Malmö Stadsteater        |
| 1990 |                         | En handelsresandes död (Death of a Salesman) Arthur Miller  | Lennart Olsson                                   | Malmö Stadsteater        |

### Regi (ej komplett)
| År   | Produktion                                             | Upphovsmän                                          | Teater                                                                              |
| ---- | ------------------------------------------------------ | --------------------------------------------------- | ----------------------------------------------------------------------------------- |
| 1947 | Fängslande men flyktigt, revy                          |                                                     | Helsingborgs stadsteater Regi tillsammans med Sture Ericson och Lars-Levi Læstadius |
| 1948 | Född i går Born Yesterday                              | Garson Kanin Översättning Eva Tisell                | Helsingborgs stadsteater                                                            |
| 1949 | Fröken Julie                                           | August Strindberg                                   | Helsingborgs stadsteater                                                            |
| 1949 | Diana går på jakt French Without Tears                 | Terence Rattigan Översättning Håkan Westergren      | Helsingborgs stadsteater                                                            |
| 1950 | I telefon                                              | Ernst Ahlgren                                       | Malmö stadsteater                                                                   |
| 1954 | Kanske en diktare                                      | Ragnar Josephson                                    | Helsingborgs stadsteater                                                            |
| 1954 | The och sympati Tea and Sympathy                       | Robert Anderson                                     | Helsingborgs stadsteater                                                            |
| 1955 | Måndagsäventyr Mr. Kettle and Mrs. Moon                | John Boynton Priestley Översättning Herbert Wärnlöf | Helsingborgs stadsteater                                                            |
| 1956 | Urladdning Clash by Night                              | Clifford Odets Översättning Sven Barthel            | Helsingborgs stadsteater                                                            |
| 1956 | Sällskapslek                                           | Erland Josephson                                    | Helsingborgs stadsteater                                                            |
| 1957 | Markisinnan The Marquise                               | Noël Coward Översättning Lill-Inger Eriksson        | Helsingborgs stadsteater                                                            |
| 1957 | Isak Juntti hade många söner                           | Björn-Erik Höijer                                   | Folkteatern, Göteborg                                                               |
| 1958 | Mannen, djuret och dygden L'uomo, la bestia e la virtù | Luigi Pirandello                                    | Folkteatern, Göteborg                                                               |
| 1961 | Alltsedan Adam och Eva                                 | Poul Sørensen och Erik Fiehn                        | Folkteatern, Göteborg                                                               |
| 1972 | Plaza svit Plaza Suite                                 | Neil Simon Översättning Per Gerhard                 | Malmö stadsteater                                                                   |